# Лукашевич, Александр Васильевич
Александр Васильевич Лукашевич (бел. Аляксандр Васільевіч Лукашэвіч; род. 22 октября 1968, Витебск, Белорусская ССР, СССР) — белорусский дипломат.

## Биография
Родился 22 октября 1968 года в Витебске. В 1995 году окончил факультет английского и немецких языков Минского государственного лингвистического университета, в 2012 — Институт государственной службы в Минске.
Свою трудовую деятельность начал после окончания МГЛУ, в 1995 году. Тогда, до 1996 года, Лукашевич преподавал английский язык в школе. После работы в школу трудоустроился в Витебский областной исполнительный комитет на должность ведущего специалиста управления международного экономического сотрудничества. В облисполкоме проработал до 2002 года, после чего пошел работать в консульском управлении Министерства иностранных дел Республики Беларусь. В консульском управлении проработал всего год, после чего до 2006 года работал вторым секретарем в Посольстве Белоруссии в Германии, Бонн. С 2007 по 2010 — заместитель начальника главного консульского управления МИД Белоруссии. С 2010 по 2014 — советник, руководитель консульского отдела Посольства Белоруссии в Литве. После работы в Литве стал заместителем начальника главного консульского управления МИД Белоруссии.
22 мая 2018 года указом президента Республики Беларусь Александра Лукашенко был назначен Чрезвычайным и полномочным посолом Белоруссии в Болгарии и по совместительству в Греции и Республике Кипр. 3 сентября 2018 вручил верительные грамоты президенту Болгарии Румену Радеву, 8 мая 2019 — президенту Республики Кипр, 11 декабря 2019 — президенту Греции Прокопису Павлопулосу.
Освобождён от этих должностей 21 марта 2022 года.
Помимо родного языка владеет немецким и английским языками.

## Личная жизнь
Женат.